# バーント・ウィーニー・サンドウィッチ
『バーント・ウィーニー・サンドウィッチ』 (Burnt Weeny Sandwich) は、1970年にリリースされたフランク・ザッパ&ザ・マザーズ・オブ・インヴェンションのアルバムである。このアルバムは、ザッパがマザーズを解散した後に編集してリリースした未発表録音集である。

## 内容
本作と次作の『いたち野郎』は、マザーズの膨大な未発表音源から採られた曲によって構成される。『いたち野郎』の大部分がライヴ音源であるのと対照的に、本作の大部分は精緻に組み立てられたスタジオ・ワークである。大作「俺が住んでいた小さな家」は、複数の楽章からなり、8分の11拍子などの複合拍子を用いている。おそらくザッパがその才能を高く評価していたであろう、イアン・アンダーウッドが大きく貢献している。
どことなく奇妙なアルバム・タイトルは、ザッパが後にあるインタビューで語ったところによると、実際に彼の好物であったマスタードを塗ったパン2枚にHebrew National （カシュルートのブランド）のホットドッグを焼いて挟んだサンドウィッチに由来する。また、野心的かつ複雑な作品群が、2曲の当たりさわりのないドゥーワップのカヴァーに挟まれて（サンドウィッチされて）いたり、「イゴールのブギ」（その1、その2）と「ベルリンの休日」（序曲、完全版）とが交互に挟みあっていたりすることにも照応している。「イゴールのブギ」のタイトルは、彼に最も大きな影響を与えた作曲家の1人であるイゴール・ストラヴィンスキーにちなんでいる。
LP初版にはLPサイズ蛇腹式のポスターが付属していた。このポスターは、後年編集されたOLD MASTERS BOXでは縮小復刻されていたが、日本盤の紙ジャケットCDには付属されなかった。西ドイツでは『いたち野郎』と合わせて、"2 Originals of the Mothers of Invention" という題の2枚組LPとして再発された。この再発版は、内側の左右見開きでピストルが歯ブラシに向かって歯磨き粉を撃ち出しているイラストをあしらったオリジナルのジャケットを使用していた。

## 収録曲
特記のない限り、作詞・作曲はいずれもフランク・ザッパによる。
1. WPLJ ("WPLJ" / Four Deuces) - 2:52
2. イゴールのブギ その1 ("Igor's Boogie, Phase One") - 0:36
3. ベルリンの休日 序曲 ("Overture to a Holiday in Berlin") - 1:27
4. バーント・ウィーニー・サンドウィッチのテーマ ("Theme from Burnt Weeny Sandwich") - 4:32
5. イゴールのブギ その2 ("Igor's Boogie, Phase Two") - 0:36
6. ベルリンの休日 ("Holiday in Berlin, Full-Blown") - 6:24
7. アイベ海 ("Aybe Sea") - 2:46
8. 俺が住んでいた小さな家 ("The Little House I Used to Live In") - 18:41
9. ヴァラリー ("Valarie" / Jackie and the Starlites) - 3:15

## クレジット
- フランク・ザッパ - ギター、ヴォーカル、キーボード、オルガン
- イアン・アンダーウッド - ピアノ、キーボード、ギター、管楽器
- ドン・シュガーケイン・ハリス - ヴァイオリン、ヴォーカル
- ジム・シャーウッド - ギター、ヴォーカル、管楽器
- ドン・プレストン - キーボード、ピアノ、ベース
- ローウェル・ジョージ - ギター
- バンク・ガードナー - ホルン、管楽器
- ロイ・エストラーダ - ベース、ヴォーカル
- ジミー・カール・ブラック - パーカッション、ドラム
- アート・トリップ - ドラム
- ガビー・ファーギー（ジャネット・ネヴィル・ファーガソン） - ヴォーカル

### 製作
- プロデューサー - フランク・ザッパ
- アレンジャー - フランク・ザッパ
- エンジニア - ディック・クンツ
- デザイン - ジョン・ウィリアムズ
- カヴァー・アート - カル・シェンケル
- CDパッケージ・デザイン - フェレンク・ドブロニー
- CDアート改訂 - カル・シェンケル

## チャート
アルバム
- 1970年 - ビルボード・ポップ・アルバム…94位